# Elkhart County

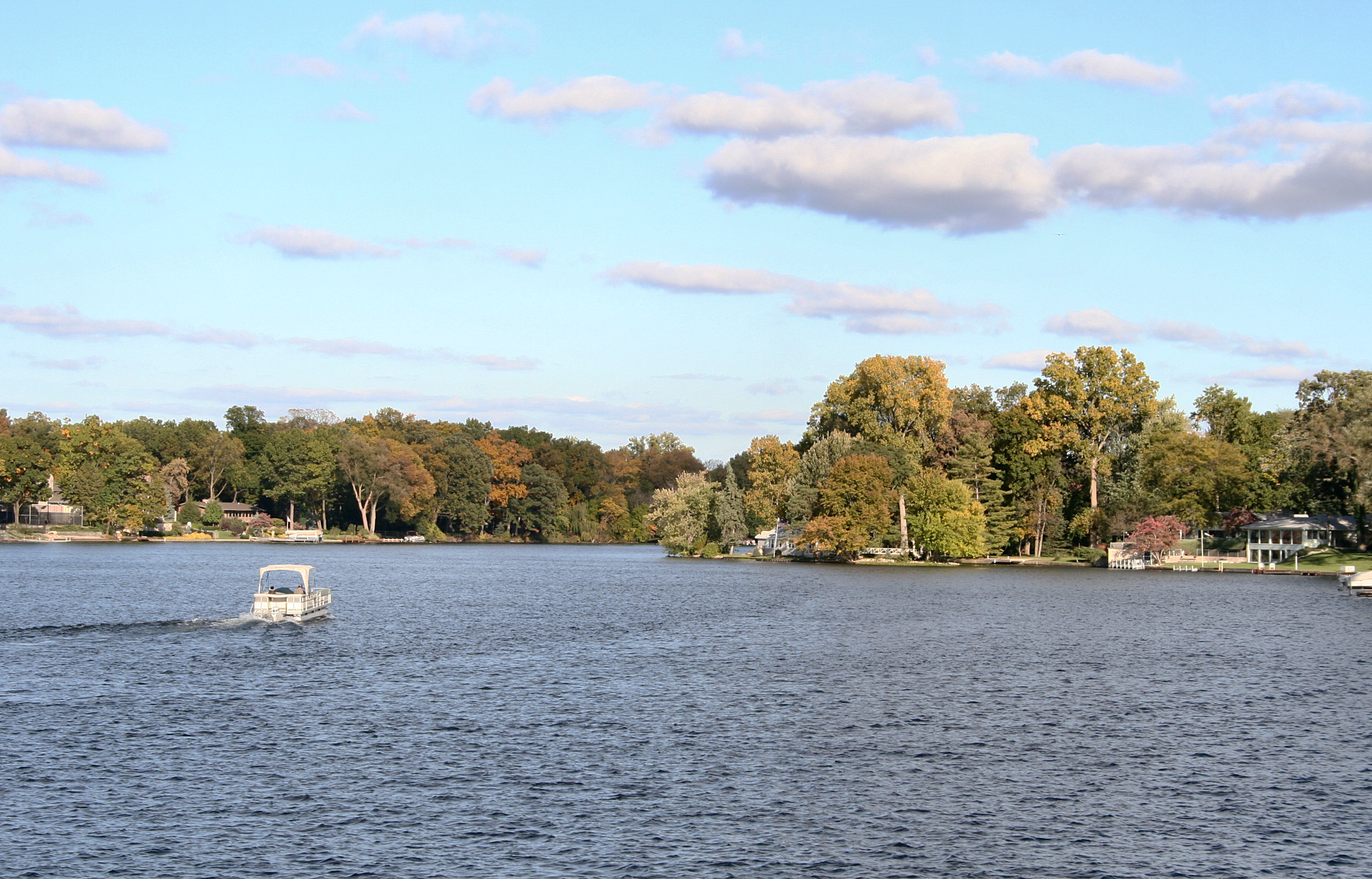
St. Joseph River

Elkhart County is een county in de Amerikaanse staat Indiana.
De county heeft een landoppervlakte van 1.201 km² en telt 182.791 inwoners (volkstelling 2000). De hoofdplaats is Goshen.